# José Salomón (político argentino)
Véase también: Guillermo de la Plaza, gobernador de Formosa durante la convención constituyente
José Salomón (Olavarría, 16 de diciembre de 1918 - Formosa, años 2000) fue un político argentino.

Se radicó en la ciudad de Formosa (Argentina) a fines del mes de octubre de 1948 para ejercer su profesión de óptico técnico.
Salomón participó en la Convención Constituyente Provincial de Formosa (1957), a la que se incorporó integrando el bloque unipersonal del Partido Socialista de Formosa.
Durante muchos años fue secretario general del Partido Socialista de Formosa, como así también miembro del Comité Nacional.
Entre el 1 de abril y el 2 de noviembre de 1981 fue intendente municipal de la ciudad de Formosa, designado por la Dictadura de Videla.
En 1998 fue nombrado Ciudadano Ilustre de la ciudad de Formosa.
En mayo de 2011 se inauguró en el populoso barrio Dos de Abril (de Formosa) la plaza Intendente José Salomón.
Se lo considera parte de la comunidad judía en Formosa.